# Economy (Indiana)
Economy és una població dels Estats Units a l'estat d'Indiana. Segons el cens del 2000 tenia 200 habitants.

## Demografia
Segons el cens del 2000, Economy tenia 200 habitants, 74 habitatges, i 56 famílies. La densitat de població era de 772,2 habitants/km².
Dels 74 habitatges en un 40,5% hi vivien nens de menys de 18 anys, en un 59,5% hi vivien parelles casades, en un 12,2% dones solteres, i en un 24,3% no eren unitats familiars. En el 20,3% dels habitatges hi vivien persones soles el 13,5% de les quals corresponia a persones de 65 anys o més que vivien soles. El nombre mitjà de persones vivint en cada habitatge era de 2,7 i el nombre mitjà de persones que vivien en cada família era de 3,07.
Per edats la població es repartia de la següent manera: un 29,5% tenia menys de 18 anys, un 5% entre 18 i 24, un 27,5% entre 25 i 44, un 24,5% de 45 a 60 i un 13,5% 65 anys o més.
L'edat mediana era de 37 anys. Per cada 100 dones de 18 o més anys hi havia 83,1 homes.
La renda mediana per habitatge era de 37.083$ i la renda mediana per família de 42.917$. Els homes tenien una renda mediana de 36.042$ mentre que les dones 21.250$. La renda per capita de la població era de 17.609$. Entorn del 13,1% de les famílies i el 16% de la població estaven per davall del llindar de pobresa.

## Poblacions més properes
El següent diagrama mostra les poblacions més properes.